# Путла-Вілья-де-Герреро
Путла-Вілья-де-Герреро (ісп. Putla Villa de Guerrero) — місто в мексиканському штаті Оахака.

## Географія
Путла-Вілья-де-Герреро розташована у Південній Мексиці на заході Оахаки, неподалік від кордону зі штатом Герреро.

### Клімат
Місто знаходиться у зоні, котра характеризується океанічним кліматом субтропічних нагір'їв. Найтепліший місяць — вересень із середньою температурою 24.5 °C (76.1 °F). Найхолодніший місяць — лютий, із середньою температурою 20.1 °С (68.2 °F).
| Клімат Путла-Вільї-де-Герреро | Клімат Путла-Вільї-де-Герреро | Клімат Путла-Вільї-де-Герреро | Клімат Путла-Вільї-де-Герреро | Клімат Путла-Вільї-де-Герреро | Клімат Путла-Вільї-де-Герреро | Клімат Путла-Вільї-де-Герреро | Клімат Путла-Вільї-де-Герреро | Клімат Путла-Вільї-де-Герреро | Клімат Путла-Вільї-де-Герреро | Клімат Путла-Вільї-де-Герреро | Клімат Путла-Вільї-де-Герреро | Клімат Путла-Вільї-де-Герреро | Клімат Путла-Вільї-де-Герреро |
| Показник                      | Січ.                          | Лют.                          | Бер.                          | Квіт.                         | Трав.                         | Черв.                         | Лип.                          | Серп.                         | Вер.                          | Жовт.                         | Лист.                         | Груд.                         | Рік                           |
| Абсолютний максимум, °C       | 36                            | 37                            | 39                            | 38                            | 38,5                          | 42                            | 40                            | 40,5                          | 36                            | 35                            | 37,5                          | 35                            | 42                            |
| Середній максимум, °C         | 30,2                          | 27,9                          | 31,2                          | 31,3                          | 30,7                          | 30,1                          | 30                            | 29,8                          | 31,1                          | 30,4                          | 30,5                          | 29,7                          | 30,2                          |
| Середня температура, °C       | 21,3                          | 20,1                          | 22,4                          | 23,1                          | 23,4                          | 24                            | 23,6                          | 23,6                          | 24,5                          | 23,7                          | 22,8                          | 21,5                          | 22,8                          |
| Середній мінімум, °C          | 12,5                          | 12,2                          | 13,5                          | 14,9                          | 16,1                          | 17,9                          | 17,3                          | 17,4                          | 17,8                          | 17                            | 15,1                          | 13,4                          | 15,4                          |
| Абсолютний мінімум, °C        | 4,5                           | 0                             | 5                             | 8                             | 7                             | 8                             | 7                             | 6,5                           | 10                            | 6                             | 8                             | 6                             | 0                             |
| Норма опадів, мм              | 14                            | 14                            | 17                            | 22                            | 251                           | 464                           | 403                           | 358                           | 411                           | 208                           | 26                            | 21                            | 2208                          |
| Днів з дощем                  | 1,5                           | 1,9                           | 1,3                           | 1,8                           | 11                            | 21,5                          | 21,1                          | 22,3                          | 22,3                          | 11,1                          | 2,8                           | 2                             | 120,6                         |
| ----------------------------- | ----------------------------- | ----------------------------- | ----------------------------- | ----------------------------- | ----------------------------- | ----------------------------- | ----------------------------- | ----------------------------- | ----------------------------- | ----------------------------- | ----------------------------- | ----------------------------- | ----------------------------- |
| Джерело: Weatherbase          |                               |                               |                               |                               |                               |                               |                               |                               |                               |                               |                               |                               |                               |